# Алеф (книга)
«Алеф» (порт. O Aleph) — автобиографический роман 2011 года писателя Пауло Коэльо.

## Сюжет
Пожилой писатель, пресытившийся собственными духовными достижениями, успехами и открытиями, чувствует, что его жизнь зашла в тупик и развитие остановилось. В поисках ответа на мучающие его вопросы он встречается со своим духовным учителем Ж., который советует ему покинуть родной дом и отправиться в путешествие — как во времена его далекой молодости. Литератор принимает решение отправиться в долгий путь через всю Европу и Россию, по Транссибирской магистрали, на поиски своего счастья. По дороге он встречает скрипачку Хиляль, которая поможет ему разобраться в себе на одном из самых длинных в мире путей — пути к себе.